# Powrót idioty
Powrót idioty (cz. Návrat idiota, niem. Die Rückkehr des Idioten) – czesko-niemiecki komediodramat z 1999 roku w reżyserii Sašy Gedeona, będący jego drugim projektem fabularnym. 
Film, będący luźną, przeniesioną w czasy współczesne adaptacją powieści Fiodora Dostojewskiego, otrzymał szereg nagród, w tym Czeskiego Lwa w pięciu kategoriach. Został też wyselekcjonowany jako oficjalny kandydat Czech do Oscara dla najlepszego filmu nieanglojęzycznego, ale ostatecznie nie otrzymał nominacji.

## Fabuła
Główny bohater to młody, niewinny i szczery chłopak o imieniu František, który nieświadomie wprowadza zamęt w życie dwóch rodzin. František niedawno opuścił szpital psychiatryczny, gdzie spędził wiele lat i był poddawany elektrowstrząsom. Teraz próbuje się odnaleźć w życiu poza zakładem zamkniętym. Traf chce, że akurat trafia w sam środek skomplikowanego układu wzajemnych relacji, którego nie potrafi zrozumieć. Jego gamoniowatość i nieprzystawalność do świata ostro kontrastuje z wszechobecnym zakłamaniem, hipokryzją i egoizmem.

## Obsada
- Pavel Liška – František
- Tatiana Vilhelmová – Olga
- Anna Geislerová – Anna
- Jiří Langmajer – Emil
- Jiří Macháček – Robert
- Zdena Hadrbolcová – matka Emila i Roberta
- Jitka Smutná – matka Anny i Olgi
- Pavel Marek – Kret
- Anna Polívková – dziewczyna na lekcjach tańca
- Yvetta Janoušková – dziewczyna na lekcjach tańca
- Petra Kolářová – dziewczyna na lekcjach tańca
- Josef Oplt – nauczyciel tańca
- Petr Vydra – mężczyzna prowadzący pościg
- Michal Raušar – chłopiec
- Alena Olahová – kelnerka
- Zuzana Stivínová – głos Marty
- Jaroslav Kudláček[6][7]

## Produkcja
Zdjęcia kręcono w miejscowościach Polička (kraj pardubicki) i Trutnov (kraj hradecki). Finałowa scena na dworcu powstała właśnie w Trutnovie.